# 箕谷

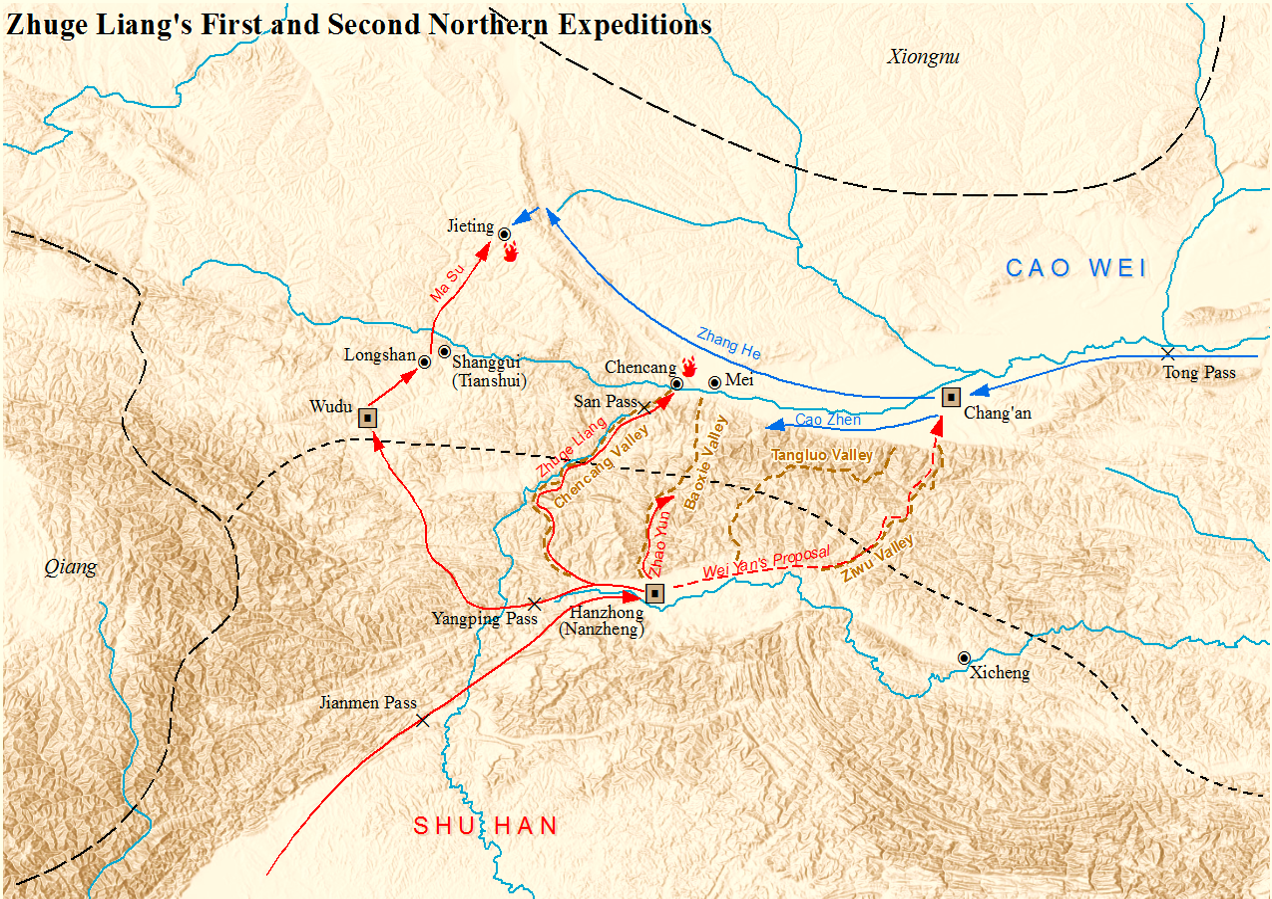
諸葛亮第一次北伐之圖，趙雲一路就經由箕谷

箕谷是位於秦嶺中褒斜道的一個山谷，現位於陝西省寶雞市太白縣塘口街。褒斜道的北部有最終匯入渭水的伐魚河於關中地區相接，箕谷就位於伐魚河邊。沿此谷可達寶雞市眉縣，若沿斜谷大道亦可到達關中。諸葛亮在給其兄諸葛瑾的書信中形容此地：“山崖绝险，溪水纵横”。
建興六年（公元228年）諸葛亮出兵北伐，宣稱將由斜谷道取郿，並令趙雲、鄧芝為疑軍，佔據箕谷，魏大將軍曹真率領大軍反擊，諸葛亮下令趙雲、鄧芝在斜谷阻擋曹軍，自己率領蜀軍主力進攻祁山。然而趙雲、鄧芝的疑軍兵弱敵強，失利於箕谷，但兩人仍斂攏敗軍固守，一戍赤崖口、一戍赤崖屯田，意在持續牽制曹真所轄大軍於箕谷使其不得西顧。